# Histurgops ruficauda
Histurgops ruficauda là một loài chim trong họ Ploceidae.